# Palazzo Magnani
Il palazzo Magnani, indicato talvolta come Palazzo Magnani Salem, è un palazzo edificato a Bologna nel XVI secolo dalla famiglia Magnani. 

## Storia
La costruzione ebbe inizio nel 1577 per volere di Lorenzo Magnani e a seguito della sua investitura senatoriale, e fu affidata all'architetto Domenico Tibaldi, morto nel 1583 e successivamente sostituito da Floriano Ambrosini.
Il palazzo fu ereditato nel 1797 dai Guidotti, che lo vendettero nella seconda metà del diciannovesimo secolo ai Malvezzi Campeggi, di cui porta ancor oggi lo stemma sulla facciata.
Nell 1959 il palazzo divenne sede del Credito Romagnolo e successivamente della banca Unicredit.
Nel 1997 il palazzo fu oggetto di un importante restauro.
Il palazzo è tutelato dal 1909-1910.

## Descrizione

### Interno
All'interno, il salone del piano nobile (o sala senatoria) si adorna di un ampio fregio affrescato con le Storie della fondazione di Roma, eseguito tra il 1590 e il 1592 da Ludovico, Annibale e Agostino Carracci: in 14 riquadri sono narrate le storie di Romolo e Remo entro una illusionistica cornice di finto marmo bianco che sorregge mirabili statue dipinte a monocromo e putti reggifestoni.
Di pari importanza è il camino monumentale, realizzato su disegno di Floriano Ambrosini e ornato dalle statue di Marte e Minerva, plasmate da Gabriele Fiorini, sovrastate dalla rappresentazione dei Ludi lupercali di Annibale Carracci. 

### Cortile
Nel cortile interno, di fronte all’ingresso, una nicchia del loggiato ospita la statua di Ercole Priapo, altra opera di Gabriele Fiorini raffigurante il volto di Lorenzo, senatore e committente del fregio dei Carracci.

## Quadreria di Palazzo Magnani

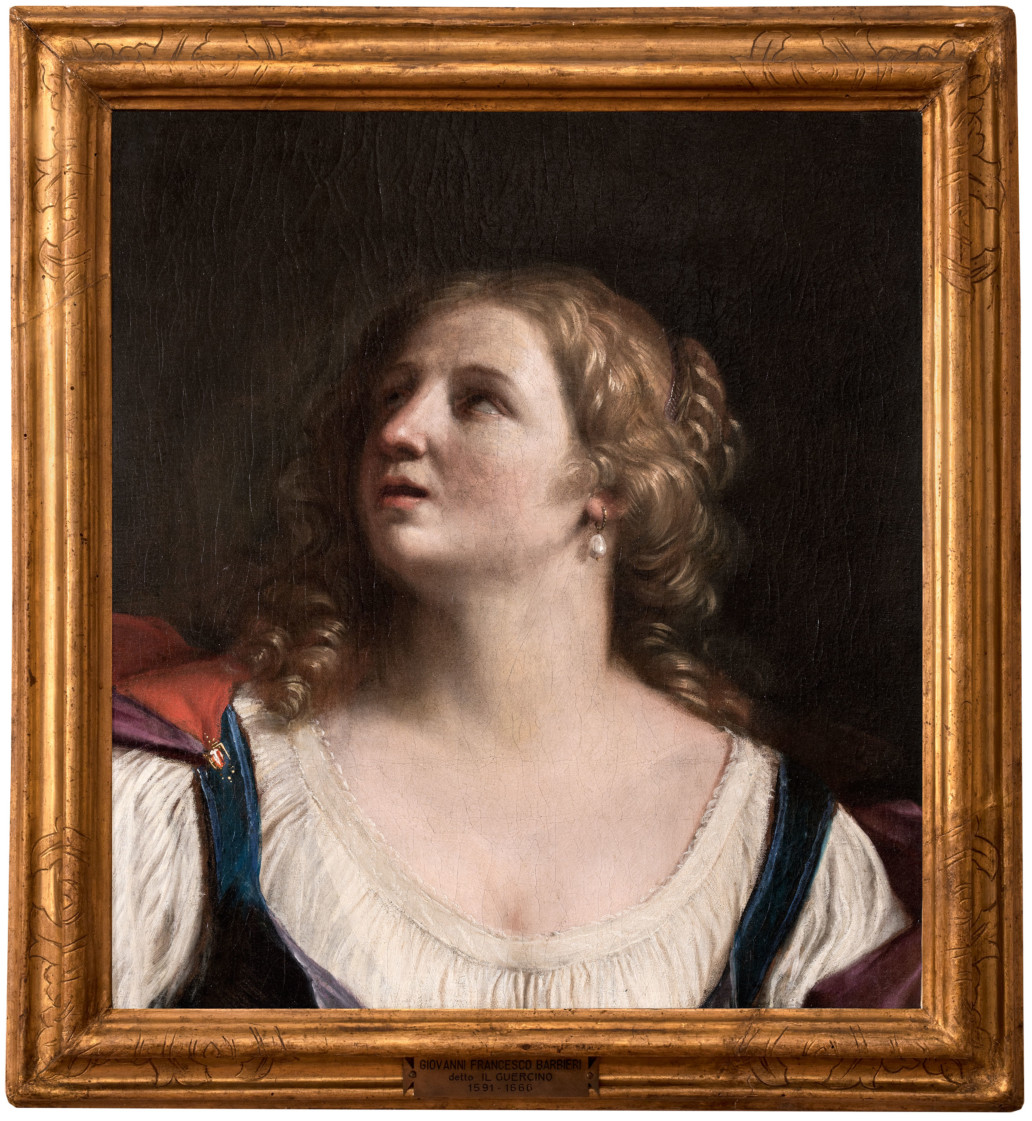
Guercino, Lucrezia

Il palazzo conserva una notevole quadreria, prevalentemente di scuola bolognese, dal Cinquecento al Settecento.
Nella Collezione d'arte Unicredit si segnalano il San Vincenzo in adorazione della Vergine di Ludovico Carracci, due dipinti del Guercino (La Trinità e Lucrezia), L'apparizione a Santa Francesca Romana di Alessandro Tiarini, La cena del ricco epulone di Luca Giordano (1663), Mosè e il serpente di bronzo e Due pastorelle di Giuseppe Maria Crespi.
Sono presenti inoltre dipinti di Domenico Maria Canuti, Dosso Dossi, Tintoretto, Prospero Fontana, Filippo de Pisis, Giorgio Morandi ed Ennio Morlotti.